# Невский, Александр Алексеевич (писатель)
Алекса́ндр Алексе́евич Не́вский (1818 — 1895 или 1896) — русский духовный писатель.

## Биография
Родился в 1818 году в семье диакона церкви села Благовещенского Верейского уезда Московской губернии Алексей Семёнова.
С сентября 1832 года обучался в Вифанской духовной семинарии и по окончании её по первому разряду в 1840 году, поступил в Московскую духовную академию, которую окончил в 1844 году со степенью кандидата богословия.
Был инспектором, а затем смотрителем Заиконоспасского духовного училища.
Умер, по разным сведениям, в 1895 или 1896 году.

## Сочинения
- «Духовно-нравственное чтение для народа» (СПб., 1874—1891, 13 вып.)
  - Духовно-нравственное чтение для народа / сост. А. Невским. — М.: тип. Грачева, 1861—1865.

2: Избранные места из творений святаго отца нашего Кирилла, архиепископа Иерусалимскаго, о главных догматах православной веры. — 1862. — 42 с.
- - Духовно-нравственное чтение для народа / сост. А. Невским. — М.: тип. Грачева, 1861—1865.

4: Избранные места из творений святаго Василия Великаго. — 1862. — 40 с.
- - Духовно-нравственное чтение для народа / сост. А. Невским. — М.: тип. Грачева, 1861—1865.

6: Избранные места из творений святого Ефрема Сирина. — 1862. — 108 с.
- - Избранные места из творений святого Димитрия, митрополита Ростовского : С изм. и объясн. некоторых выражений. — СПб. : Синод. тип., 1880. — 79 с. — (Духовно-нравственное чтение для народа, составленное А. Невским; 7).
  - Избранные места из творений святого Димитрия, митрополита Ростовского : С изм. и объясн. некоторых выражений. — СПб., 1893. — 48 с. (Духовно-нравственное чтение для народа, составленное А. Невским; 8).
  - 9 Избранныя места из творений святаго Тихона, епископа Воронежскаго : с изменением и объяснением некоторых выражений : духовно-нравственное чтение для народа, составленное А. Невским. — СПб.: Синодальная тип., 1863. — 36 с.
  - Духовно-нравственное чтение для народа / Сост. А. Невский. — М.: Синод. тип., 1974-.

13 (Новый вып.): Избранные места из творений святого Иоанна Златоустого. — 1974. — IV, 109 с.
- - Избранныя места из деяний и посланий святых апостолов: духовно-нравственное чтение для народа, составленное А. Невским. — СПб. : Синодальная тип., 1892. — 53, [1], II с.
- Жизнеописание Руфи, родоначальницы спасителя мира, составленное А. Невским. — М.: О-во распростр. полез. кн., 1868. — 23 с.
- Русская духовно-нравственная хрестоматия, составленная А. Невским. — 2-е изд. — М.: тип. А. Семена, 1861. — 369, III с.
  - изд. 3-е, : [сост. А. Невский]. — М.: кн. торговля «Комиссионер», 1874. — 548, IV с.
  - То же изд. под заглавием «Хрестоматия для назидательного чтения». — СПб., 1894
- Жизнеописание св. Параскевы великомученицы, нареченной Пятницы, составленное А. Невским. — 2-е изд., с доп. и изображением св. великомученицы. — М.: тип. А. И. Снегиревой, 1893. — 15 с., 1 л. ил.
- Жизнеописание царя Соломона с приложением некоторых мест из Притчей, Екклесиаста и некоторых речений из Песни-песней с объяснениями св. Григория Нисского, составленное А. Невским. — М.: О-во распростр. полез. кн., 1868. [2], 165 с.
- Житие св. Алексия божия человека. — М., 1867.
- Житие св. Алексия божия человека. — М.: Отд. распространения духовно-нравств. кн. при Моск. о-ве любителей духов. просвещения, 1899. — 24 с. : ил.
  - 2-е изд. — М.: Отд. распространения духовно-нравств. кн. при Моск. о-ве любителей духов. просвещения, 1904. — 23 с. : ил.
- Жизнеописание царя Давида : с приложением некоторых псалмов и карты Палестины / сост. А. Невским. — М.: Изд. Общества распространения полезных книг, 1864 (Унив. тип. (Катков и К°)). — 180 с., [5] л. ил., карт.;
  - 2-е изд., с доп. — М.: А. Д. Ступин, 1896. — 157 с.
- Жизнеописание святителя и чудотворца Николая, архиепископа Мирликийского, с присоединением кратких сведений о чудотворных его иконах / Сост. А. Невским. — М.: типо-лит. М. Ефимова, 1895. — 116, III с., 1 л. ил.; 24.
- Жизнеописания первосвятителей и чудотворцев всероссийских: Петра, Алексия, Ионы и Филиппа / Сост. А. Невским. — Москва : О-во распростр. полез. кн., 1863. — [4], 138 с.;
- Жизнеописания первосвятителей и чудотворцев всероссийских: Петра, Алексия, Ионы и Филиппа / Сост. А. Невским. — 2-е изд., доп. — М.: О-во распростр. полез. кн., 1870. — 141 с.
- Жизнеописания первосвятителей и чудотворцев всероссийских: Петра, Алексия, Ионы и Филиппа. — М., 1894
- Св. равноапостольный князь Владимир (15 июля 1015 г.) // Журнал Московской Патриархии. — 1944. — № 7. — С. 39—42.
- Почитание св. Николая, Мир Ликийских чудотворца, в древней Руси // Журнал Московской Патриархии. — 1944. — № 11. — С. 38—44.